# La Bidouze (cours d'eau)
La Bidouze (cours d'eau) este o arie protejată (sit de importanță comunitară — SCI) din Franța întinsă pe o suprafață de 2.570 ha, integral pe uscat.

## Localizare
Centrul sitului La Bidouze (cours d'eau) este situat la coordonatele 43°26′46″N 1°11′29″W / 43.44618°N 1.19142°V.

## Înființare
Situl La Bidouze (cours d'eau) a fost declarat arie specială de conservare în baza directivei 92/43 din 1992 referitoare la conservarea habitatelor naturale și a faunei și florei sălbatice pentru a proteja 1 specie de plante și 5 specii de animale.

## Biodiversitate
Situată în ecoregiunea atlantică, aria protejată conține 5 habitate naturale: Liziere de ierburi înalte hidrofile de câmpie și de nivel montan până la alpin, Mlaștini alcaline, Pajiști umede atlantice temperate cu Erica ciliaris și Erica tetralix, Păduri aluvionare cu Alnus glutinosa și Fraxinus excelsior (Alno-Padion, Alnion incanae, Salicion albae), Lacuri și iazuri distrofice naturale.
La baza desemnării sitului se află mai multe specii protejate:
- plante (1): Trichomanes speciosum
- mamifere (2): Galemys pyrenaicus, nurcă (Mustela lutreola)
- nevertebrate (1): Austropotamobius pallipes
- pești (2): Parachondrostoma toxostoma, somonul (Salmo salar)

Pe lângă speciile protejate, pe teritoriul sitului au mai fost identificate 1 specie de păsări.